# Esqui estilo livre nos Jogos Olímpicos de Inverno de 2010 - Ski cross feminino
As competições de ski cross feminino do esqui estilo livre nos Jogos Olímpicos de Inverno de 2010 foram disputadas na Montanha Cypress, em West Vancouver, em 23 de fevereiro de 2010.

## Medalhistas
| Ouro   | CAN Ashleigh McIvor  |
| Prata  | NOR Hedda Berntsen   |
| Bronze | FRA Marion Josserand |

## Resultados

### Qualificatória
| Pos. | Nº | Atleta                       | Tempo   | Notas |
| ---- | -- | ---------------------------- | ------- | ----- |
| 1    | 11 | SWE Anna Holmlund            | 1:17.15 | Q     |
| 2    | 16 | CAN Ashleigh McIvor          | 1:17.17 | Q     |
| 3    | 6  | SUI Fanny Smith              | 1:17.38 | Q     |
| 4    | 7  | CAN Kelsey Serwa             | 1:17.94 | Q     |
| 5    | 28 | NOR Hedda Berntsen           | 1:17.96 | Q     |
| 6    | 5  | FRA Ophélie David            | 1:18.14 | Q     |
| 7    | 20 | GER Anna Wörner              | 1:18.45 | Q     |
| 8    | 1  | AUT Karin Huttary            | 1:18.84 | Q     |
| 9    | 12 | SUI Katrin Müller            | 1:18.92 | Q     |
| 10   | 10 | CAN Danielle Poleschuk       | 1:19.02 | Q     |
| 11   | 19 | SWE Magdalena Iljans         | 1:19.05 | Q     |
| 12   | 4  | NOR Marte Hoeie Gjefsen      | 1:19.30 | Q     |
| 13   | 13 | FRA Marion Josserand         | 1:19.42 | Q     |
| 14   | 14 | CAN Julia Murray             | 1:19.54 | Q     |
| 15   | 25 | AUS Jenny Owens              | 1:19.80 | Q     |
| 16   | 8  | SLO Sasa Faric               | 1:20.01 | Q     |
| 17   | 27 | AUS Katya Crema              | 1:20.19 | Q     |
| 18   | 29 | NOR Julie Jensen             | 1:20.23 | Q     |
| 19   | 23 | GER Heidi Zacher             | 1:20.35 | Q     |
| 20   | 17 | DEN Sophie Fjellvang-Sølling | 1:20.41 | Q     |
| 21   | 26 | JPN Noriko Fukushima         | 1:20.56 | Q     |
| 22   | 21 | AUT Katrin Ofner             | 1:20.61 | Q     |
| 23   | 18 | AUT Andrea Limbacher         | 1:20.86 | Q     |
| 24   | 2  | GER Julia Manhard            | 1:21.10 | Q     |
| 25   | 9  | AUT Katharina Gutensohn      | 1:21.26 | Q     |
| 26   | 32 | POL Karolina Riemen          | 1:21.36 | Q     |
| 27   | 15 | NOR Gro Kvinlog              | 1:21.93 | Q     |
| 28   | 31 | FRA Chloe Georges            | 1:22.03 | Q     |
| 29   | 22 | SUI Franziska Steffen        | 1:22.32 | Q     |
| 30   | 24 | NZL Michelle Greig           | 1:22.52 | Q     |
| 31   | 33 | ESP Rocío Delgado            | 1:22.67 | Q     |
| 32   | 30 | RUS Yulia Livinskaya         | 1:22.83 | Q     |
| 33   | 35 | ROU Ruxandra Nedelcu         | 1:23.04 |       |
| 34   | 34 | GBR Sarah Sauvey             | 1:24.52 |       |
| 35   | 3  | SUI Sanna Luedi              | 1:32.87 |       |

### Fase eliminatória

#### Oitavas de final
As 32 atletas mais rápidas da classificação avançaram às oitavas de final. Nesta fase, as competidoras foram divididas em 8 grupos com 4 cada, e as duas melhores em cada corrida avançaram à próxima fase.
| Pos. | Nº | Atleta               | Notas |
| ---- | -- | -------------------- | ----- |
| 1    | 1  | SWE Anna Holmlund    | Q     |
| 2    | 16 | SLO Sasa Faric       | Q     |
| 3    | 24 | GER Julia Manhard    |       |
| 4    | 32 | RUS Yulia Livinskaya | DNF   |

| Pos. | N° | Atleta                  | Notas |
| ---- | -- | ----------------------- | ----- |
| 1    | 8  | AUT Karin Huttary       | Q     |
| 2    | 17 | AUS Katya Crema         | Q     |
| 3    | 25 | AUT Katharina Gutensohn |       |
| 4    | 9  | SUI Katrin Müller       | DNF   |

| Pos. | Nº | Atleta               | Notas |
| ---- | -- | -------------------- | ----- |
| 1    | 6  | FRA Ophélie David    | Q     |
| 2    | 11 | SWE Magdalena Iljans | Q     |
| 3    | 27 | NOR Gro Kvinlog      |       |
| 4    | 19 | GER Heidi Zacher     |       |

| Pos. | Nº | Atleta                | Notas |
| ---- | -- | --------------------- | ----- |
| 1    | 4  | CAN Kelsey Serwa      | Q     |
| 2    | 13 | FRA Marion Josserand  | Q     |
| 3    | 21 | JPN Noriko Fukushima  |       |
| 4    | 29 | SUI Franziska Steffen | DNF   |

| Pos. | Nº | Atleta             | Notas |
| ---- | -- | ------------------ | ----- |
| 1    | 3  | SUI Fanny Smith    | Q     |
| 2    | 14 | CAN Julia Murray   | Q     |
| 3    | 22 | AUT Katrin Ofner   |       |
| 4    | 30 | NZL Michelle Greig |       |

| Pos. | Nº | Atleta                       | Notas |
| ---- | -- | ---------------------------- | ----- |
| 1    | 5  | NOR Hedda Berntsen           | Q     |
| 2    | 12 | NOR Marte Hoeie Gjefsen      | Q     |
| 3    | 20 | DEN Sophie Fjellvang-Sølling |       |
| 4    | 28 | FRA Chloe Georges            |       |

| Pos. | Nº | Atleta                 | Notas |
| ---- | -- | ---------------------- | ----- |
| 1    | 18 | NOR Julie Jensen       | Q     |
| 2    | 26 | POL Karolina Riemen    | Q     |
| 3    | 10 | CAN Danielle Poleschuk |       |
| 4    | 7  | GER Anna Wörner        | DNF   |

| Pos. | Nº | Atleta               | Notas |
| ---- | -- | -------------------- | ----- |
| 1    | 2  | CAN Ashleigh McIvor  | Q     |
| 2    | 15 | AUS Jenny Owens      | Q     |
| 3    | 31 | ESP Rocío Delgado    |       |
| 4    | 23 | AUT Andrea Limbacher | DNF   |

#### Quartas de final
As vencedoras e segundas colocadas da segunda fase avançaram para as quartas de final. Nesta fase, as duas melhores avançam para as semifinais.
| Pos. | Nº | Atleta            | Notas |
| ---- | -- | ----------------- | ----- |
| 1    | 8  | AUT Karin Huttary | Q     |
| 2    | 1  | SWE Anna Holmlund | Q     |
| 3    | 17 | AUS Katya Crema   |       |
| 4    | 16 | SLO Sasa Faric    |       |

| Pos. | Nª | Atleta               | Notas |
| ---- | -- | -------------------- | ----- |
| 1    | 4  | CAN Kelsey Serwa     | Q     |
| 2    | 13 | FRA Marion Josserand | Q     |
| 3    | 11 | SWE Magdalena Iljans | DNF   |
| 4    | 6  | FRA Ophélie David    | DNF   |

| Pos. | Nº | Atleta                  | Notas |
| ---- | -- | ----------------------- | ----- |
| 1    | 5  | NOR Hedda Berntsen      | Q     |
| 2    | 3  | SUI Fanny Smith         | Q     |
| 3    | 12 | NOR Marte Hoeie Gjefsen |       |
| 4    | 14 | CAN Julia Murray        |       |

| Pos. | Nº | Atleta              | Notas |
| ---- | -- | ------------------- | ----- |
| 1    | 2  | CAN Ashleigh McIvor | Q     |
| 2    | 18 | NOR Julie Jensen    | Q     |
| 3    | 15 | AUS Jenny Owens     |       |
| 4    | 26 | POL Karolina Riemen |       |

#### Semifinais
Nas semifinais, os oito atletas classificados na fase anterior largaram em duas mãos de 4 competidores. Os vencedores e os segundos colocados foram para a Grande Final, e os dois últimos para a Pequena Final.
| Pos. | Nº | Atleta               | Notas |
| ---- | -- | -------------------- | ----- |
| 1    | 8  | AUT Karin Huttary    | Q     |
| 2    | 13 | FRA Marion Josserand | Q     |
| 3    | 4  | CAN Kelsey Serwa     |       |
| 4    | 1  | SWE Anna Holmlund    |       |

| Pos. | Nº | Atleta              | Notas |
| ---- | -- | ------------------- | ----- |
| 1    | 5  | NOR Hedda Berntsen  | Q     |
| 2    | 2  | CAN Ashleigh McIvor | Q     |
| 3    | 3  | SUI Fanny Smith     |       |
| 4    | 18 | NOR Julie Jensen    |       |

#### Finais
Pequena Final (5º ao 8º lugares)
| Pos. | Nº | Atleta            | Notas |
| ---- | -- | ----------------- | ----- |
| 5    | 4  | CAN Kelsey Serwa  |       |
| 6    | 1  | SWE Anna Holmlund |       |
| 7    | 3  | SUI Fanny Smith   |       |
| 8    | 18 | NOR Julie Jensen  |       |

Grande Final
| Pos.              | Nº | Atleta               | Notas |
| ----------------- | -- | -------------------- | ----- |
| Medalha de ouro   | 2  | CAN Ashleigh McIvor  |       |
| Medalha de prata  | 5  | NOR Hedda Berntsen   |       |
| Medalha de bronze | 13 | FRA Marion Josserand |       |
| 4                 | 8  | AUT Karin Huttary    |       |

Legenda
| Recorde mundial      | Recorde mundial (World record)               |                       | Recorde africano                      | Recorde africano (African) |                                           | Q | Classificado por posição (Qualified) |
| Recorde olímpico     | Recorde olímpico (Olympic record)            | Recorde da América    | Recorde da América (Americas)         | q                          | Classificado por melhor tempo (Qualified) |   |                                      |
| Melhor marca do ano  | Melhor marca do ano (World leading)          | Recorde asiático      | Recorde asiático (Asian)              | DNS                        | Não largou (Did not start)                |   |                                      |
| Recorde nacional     | Recorde nacional (National record)           | Recorde europeu       | Recorde europeu (European)            | DNF                        | Não terminou (Did not finish)             |   |                                      |
| Recorde pessoal      | Recorde pessoal do atleta (Personal best)    | Recorde da Oceania    | Recorde da Oceania (Oceania)          | DSQ / DQ                   | Desclassificado (Disqualified)            |   |                                      |
| Recorde da temporada | Recorde da temporada do atleta (Season best) | Recorde sul-americano | Recorde sul-americano (South America) | NM                         | Sem marca (No mark)                       |   |                                      |